# Rodel vid olympiska vinterspelen 2002

## Placeringar

### Herrar

#### Singel
- 10-11 februari 2002

Georg Hackl tog sin femte raka medalj, han blev den första att vinna fem olympiska medaljer i en sport. Genom sitt guld fick Armin Zöeggeler ett komplett set medaljer.
| Medalj | Tävlande          | Tid      |
| Guld   | Armin Zöeggeler   | 2:57,941 |
| Silver | Georg Hackl       | 2.58,270 |
| Brons  | Markus Prock      | 2.58,283 |
| 4      | Adam Heidt        | 2.58,606 |
| 5      | Albert Demtsjenko | 2.58,996 |
| 6      | Karsten Albert    | 2.59,046 |
| 7      | Dennis Geppert    | 2.59,154 |
| 8      | Markus Kleinheinz | 2.58,606 |

#### Dubbel
- 15 februari 2002

Tyskland(etta och fyra) och USA(tvåa och trea) dominerade tävlingen.
| Medalj | Tävlande                                   | Tid      |
| Guld   | Patric-Fritz Leitner, Alexander Resch      | 1:26,082 |
| Silver | Brian Martin, Mark Grimmette               | 1.26,216 |
| Brons  | Chris Thorpe, Clay Ives                    | 1.26,220 |
| 4      | Steffen Skel, Steffen Wöller               | 1.26,375 |
| 5      | Chris Moffat, Eric Pothier                 | 1.26,501 |
| 6      | Tobias Schiegl, Markus Schiegl             | 1.26,518 |
| 7      | Gerhard Plankensteiner, Oswald Haselrieder | 1.26,616 |
| 8      | Andreas Linger, Wolfgang Linger            | 1.26,684 |

### Damer

#### Singel
- 12-13 februari 2002

För femte gången i historien så var de tyska damerna ensamma på pallen.
| Medalj | Tävlande             | Tid      |
| Guld   | Sylke Otto           | 2:52,464 |
| Silver | Barbara Niedernhuber | 2.52,785 |
| Brons  | Silke Kraushaar      | 2.52,865 |
| 4      | Angelika Neuner      | 2.54,162 |
| 5      | Becky Wilczak        | 2.54,254 |
| 6      | Liljan Ludanj        | 2.54,499 |
| 7      | Sonja Manzenreiter   | 2.54,537 |
| 8      | Ashley Hayden        | 2.54,658 |